# 100 mètres féminin aux Jeux olympiques d'été de 1992 (athlétisme)
Navigation
Séoul 1988 Atlanta 1996
L'épreuve du 100 mètres féminin aux Jeux olympiques de 1992 s'est déroulée les 26 et 27 juillet 1996 au Stade olympique de Montjuic de Barcelone, en Espagne.  Elle est remportée par l'Américaine Gail Devers.

## Faits marquants
54 concurrentes représentant 41 nations participent à l'épreuve.
La championne du monde de 1991, Katrin Krabbe, était disqualifiée pour dopage, et aucune des concurrentes n'était clairement favorite.
La Jamaïcaine Merlene Ottey était en tête des bilans, mais c'est sa compatriote Juliet Cuthbert qui réalise le meilleur temps des séries en 11 s 14. En quart de finale, Irina Privalova, qui représente l'Équipe unifiée de l’ex-URSS, réalise 10 s 98 malgré un vent contraire de −1,1 m/s.
Les demi-finales sont remportées par Cuthbert en 10 s 98 et par l'Américaine Gail Devers en 11 s 12 par −2,9 m/s de vent.
La finale est très serrée puisque cinq athlètes étaient encore en mesure de l'emporter à vingt mètres de l'arrivée. Devers l'emporte avec un centième d'avance sur Cuthbert, deux centièmes sur Privalova et quatre centièmes sur Gwen Torrence. Le temps de Devers aurait pu avoisiner les 10 s 70 si le vent (−1,0 m/s) avait soufflé dans l'autre sens. 
Après la course, Torrence déclarera que sur les trois médaillées, deux étaient dopées. Elle se rétractera et remportera ultérieurement l'épreuve du 200 mètres. 

## Résultats

### Finale
| Rang               | Athlète         | Pays                        | Temps   | Réaction | Notes |
| ------------------ | --------------- | --------------------------- | ------- | -------- | ----- |
| Médaille d'or      | Gail Devers     | États-Unis                  | 10 s 82 | 0 s 138  | PB    |
| Médaille d'argent  | Juliet Cuthbert | Jamaïque                    | 10 s 83 | 0 s 163  | PB    |
| Médaille de bronze | Irina Privalova | Équipe unifiée de l’ex-URSS | 10 s 84 | 0 s 184  |       |
| 4                  | Gwen Torrence   | États-Unis                  | 10 s 86 | 0 s 175  | PB    |
| 5                  | Merlene Ottey   | Jamaïque                    | 10 s 88 | 0 s 164  |       |
| 6                  | Anelia Nuneva   | Bulgarie                    | 11 s 10 | 0 s 134  |       |
| 7                  | Mary Onyali     | Nigeria                     | 11 s 15 | 0 s 190  |       |
| 8                  | Liliana Allen   | Cuba                        | 11 s 19 | 0 s 174  |       |

### Demi-finales
Les quatre premières de chaque demi-finale se qualifient pour la finale. 
| Rang | Athlète                | Pays                        | Temps   |
| ---- | ---------------------- | --------------------------- | ------- |
| 1    | Gwen Torrence          | États-Unis                  | 11 s 02 |
| 2    | Merlene Ottey          | Jamaïque                    | 11 s 07 |
| 3    | Irina Privalova        | Équipe unifiée de l’ex-URSS | 11 s 08 |
| 4    | Mary Onyali            | Nigeria                     | 11 s 30 |
| 5    | Pauline Davis          | Bahamas                     | 11 s 34 |
| 6    | Christy Opara-Thompson | Nigeria                     | 11 s 47 |
| 7    | Sisko Hanhijoki        | Finlande                    | 11 s 65 |
| 8    | Patricia Girard        | France                      | 11 s 70 |

| Rang | Athlète            | Pays                        | Temps   |
| ---- | ------------------ | --------------------------- | ------- |
| 1    | Juliet Cuthbert    | Jamaïque                    | 10 s 98 |
| 2    | Gail Devers        | États-Unis                  | 11 s 12 |
| 3    | Anelia Nuneva      | Bulgarie                    | 11 s 24 |
| 4    | Liliana Allen      | Cuba                        | 11 s 28 |
| 5    | Evelyn Ashford     | États-Unis                  | 11 s 29 |
| 6    | Elinda Vorster     | Afrique du Sud              | 11 s 44 |
| 7    | Olga Bogoslovskaya | Équipe unifiée de l’ex-URSS | 11 s 45 |
| 8    | Beatrice Utondu    | Nigeria                     | 11 s 53 |

### Quarts de finale
Les quatre premières de chaque quart de finale passent en demi-finale. 
| Rang | Athlète         | Pays       | Temps   |
| ---- | --------------- | ---------- | ------- |
| 1.   | Evelyn Ashford  | États-Unis | 11 s 13 |
| 2.   | Beatrice Utondu | Nigeria    | 11 s 31 |
| 3.   | Sisko Hanhijoki | Finlande   | 11 s 50 |
| 4.   | Patricia Girard | France     | 11 s 54 |
| 5.   | Kerry Johnson   | Australie  | 11 s 59 |
| 6.   | Dahlia Duhaney  | Jamaïque   | 11 s 61 |
| 7.   | Lucrécia Jardim | Portugal   | 11 s 66 |
| 8.   | Tian Yumei      | Chine      | 11 s 78 |

| Rang | Athlète                 | Pays           | Temps   |
| ---- | ----------------------- | -------------- | ------- |
| 1.   | Juliet Cuthbert         | Jamaïque       | 11 s 12 |
| 2.   | Anelia Nuneva           | Bulgarie       | 11 s 17 |
| 3.   | Mary Onyali             | Nigeria        | 11 s 28 |
| 4.   | Elinda Vorster          | Afrique du Sud | 11 s 44 |
| 5.   | Nelli Fiere-Cooman      | Pays-Bas       | 11 s 55 |
| 6.   | Laurence Bily           | France         | 11 s 64 |
| 7.   | Myra Mayberry-Wilkinson | Porto Rico     | 11 s 69 |
| 8.   | Cristina Castro         | Espagne        | 11 s 79 |

| Rang | Athlète            | Pays                        | Temps   |
| ---- | ------------------ | --------------------------- | ------- |
| 1    | Merlene Ottey      | Jamaïque                    | 11 s 15 |
| 2    | Gwen Torrence      | États-Unis                  | 11 s 17 |
| 3    | Pauline Davis      | Bahamas                     | 11 s 31 |
| 4    | Olga Bogoslovskaya | Équipe unifiée de l’ex-URSS | 11 s 43 |
| 5    | Odiah Sidibé       | France                      | 11 s 63 |
| 6    | Andrea Philipp     | Allemagne                   | 11 s 67 |
| 7    | Xiao Yehua         | Chine                       | 11 s 73 |
| 8    | Stephanie Douglas  | Grande-Bretagne             | 11 s 63 |

| Rang | Athlète                | Pays                        | Temps   |
| ---- | ---------------------- | --------------------------- | ------- |
| 1    | Irina Privalova        | Équipe unifiée de l’ex-URSS | 10 s 98 |
| 2    | Gail Devers            | États-Unis                  | 11 s 17 |
| 3    | Liliana Allen          | Cuba                        | 11 s 33 |
| 4    | Christy Opara-Thompson | Nigeria                     | 11 s 42 |
| 5    | Wang Huei-Chen         | Taipei chinois              | 11 s 57 |
| 6    | Melinda Gainsford      | Australie                   | 11 s 67 |
| 7    | Gao Han                | Chine                       | 11 s 76 |
| 8    | Sabine Tröger          | Autriche                    | 11 s 76 |

## Légende
Records et Performances
- AR : Record continental (area record)
- CR : Record des championnats (championship record)
- MR : Record du meeting (meet record)
- NR : Record national (national record)
- OR : Record olympique (olympic record)
- PR : Record paralympique (paralympic record)
- PB : Record personnel (personal best)
- SB : Meilleure performance personnelle de la saison (season's best)
- WL : Meilleure performance mondiale de l'année (world leader)
- WJR : Record du monde junior (world junior record)
- WR : Record du monde (world record)

Circonstances et Conditions
- DNF : N'a pas terminé (did not finish)
- DNS : N'a pas pris le départ (did not start)
- DQ : Disqualification (disqualification)
- NM : Aucun essai valable enregistré (No Mark)
- Q : Qualifié « directement » au prochain tour (ou à la prochaine compétition), lors d'une compétition majeure, grâce au classement ou à la réalisation des minima (automatic qualifier)
- q : Qualifié au prochain tour (ou à la prochaine compétition), lors d'une compétition majeure, grâce au repêchage ou à la réalisation de l'une des meilleures performances parmi celles des « non qualifiés directement » (grâce au meilleur temps ou à la meilleure distance par exemple) (secondary qualifier)